# Малехів (гміна)
Гміна Малехів — колишня (1934—1939 рр.) сільська ґміна Львівського повіту Львівського воєводства Польської республіки (1918—1939) рр. Центром ґміни було призначене село Малехів через наявність у селі великої кількості поляків.
1 серпня 1934 р. було створено ґміну Малехів у Львівському повіті. До неї увійшли сільські громади: Дубляни, Гряда, Грибовичі, Ляшкі Муроване, Малехів, Малі Підліски, Ситихів, Сороки-Львівські, Стронятин, Збоїща, Жидатиче.

У 1934 р. територія ґміни становила 96,72 км². Населення ґміни станом на 1931 рік становило 13 414 осіб. Налічувалось 2 333 житлові будинки. 

Національний склад населення ґміни Малєхув на 01.01.1939:
| село             | населення | українці-грекокатолики | українці-латинники | євреї | німці | поляки | польські колоністи |
| ---------------- | --------- | ---------------------- | ------------------ | ----- | ----- | ------ | ------------------ |
| Дубляни          | 1670      | 600                    |                    | 20    | 10    | 1640   |                    |
| Гряда            | 990       | 710                    | 180                | 20    |       | 80     |                    |
| Грибовичі        | 2140      | 1770                   | 240                | 40    |       | 90     |                    |
| Ляшки Муровані   | 1320      | 1090                   | 20                 | 10    |       | 120    | 80                 |
| Малехів          | 1420      | 840                    |                    | 20    | 10    | 550    |                    |
| Підліски Малі    | 550       | 510                    | 15                 | 10    |       | 15     |                    |
| Ситихів          | 580       | 550                    | 25                 |       |       | 5      |                    |
| Сороки Львівські | 1340      | 1290                   | 40                 | 5     |       | 5      |                    |
| Стронятин        | 680       | 660                    | 10                 | 5     |       | 5      |                    |
| Збоїща           | 3500      | 1100                   |                    | 50    |       | 2350   |                    |
| Жидатичі         | 1160      | 360                    | 760                | 10    |       | 30     |                    |
| Загалом          | 15350     | 9480                   | 1290               | 190   | 20    | 4290   | 80                 |
| Відсотки         | 100%      | 61,76%                 | 8,4%               | 1,24% | 0,13% | 27,95% | 0,52%              |

Публіковані ж поляками цифри про 46,2% поляків у ґміні за ніби-то результатами перепису 1931 року суперечать шематизмам і даним, отриманим від місцевих жителів (див. вище), та пропорціям за допольськими  (австрійськими) і післяпольськими (радянським 1940 й німецьким 1943) переписами.
1 квітня 1937 р. центр ґміни перенесено в Дубляни (де було найбільше поляків) і відповідно змінена назва ґміни.
Відповідно до Пакту Молотова — Ріббентропа 20 вересня територія ґміни була передана радянським військам. Ґміна ліквідована в 1940 р. у зв'язку з утворенням району.